# Lungotevere della Vittoria
Il lungotevere Della Vittoria è il tratto di lungotevere che collega piazza del Fante a piazzale Maresciallo Giardino, a Roma, nel quartiere Della Vittoria.
Il lungotevere è dedicato alla vittoria italiana nella prima guerra mondiale (toponimo imposto all'intero quartiere).
Tutto il tratto di lungotevere che collegava il piazzale di ponte Milvio era denominato "Lungotevere Milvio". In seguito alla intitolazione dei tratti da Ponte Milvio a Piazza Maresciallo Giardino ai marescialli Diaz e Cadorna, si decise, con delibera del governatore del 12 giugno 1939 di usare il nome "Della Vittoria" per il tratto da piazza Maresciallo Giardino al ponte Risorgimento.
Un anno dopo il nome fu cambiato in lungotevere Guglielmo Oberdan. Il nome fu dato nuovamente con delibera del consiglio comunale il 25 febbraio 1948 per il tratto da piazza del Fante e piazzale Maresciallo Giardino, mentre il tratto rimanente, da piazza Monte Grappa a piazza del Fante, mantenne l'intitolazione a Oberdan. 
Vi si trovano l'Istituto storico e di cultura dell'Arma del genio, il cui edificio è stato realizzato nel 1940, e l'Associazione Fondo Alberto Moravia, costituita il 16 dicembre 1991 nella casa dove visse lo scrittore.